# Richmond (Kolumbia Brytyjska)
Richmond – miasto w Kanadzie, w prowincji Kolumbia Brytyjska, liczy ok. 175 tys. mieszkańców (2006).  Leży tuż na południe od miasta Vancouver i jest częścią jego obszaru metropolitalnego.  Jest położone w całości na wyspach w delcie rzeki Fraser.
W granicach miasta znajduje się port lotniczy Vancouver.
W 2010 na torze Richmond Olympic Oval odbyły się zawody łyżwiarstwa szybkiego w trakcie zimowych igrzysk olimpijskich.
Liczba mieszkańców Richmond wynosi 198,309. Język angielski jest językiem ojczystym dla 38,6%, francuski dla 0,7% mieszkańców (2016).
Richmond ma największy procent imigrantów wśród miast Kanady, 57% według danych z 2007.  Większość z nich to przybysze z Azji, głównie z Chin.
W mieście rozwinął się przemysł elektroniczny, odzieżowy oraz spożywczy.

## Miasta partnerskie
- Pierrefonds, Kanada
- Wakayama, Japonia
- Xiamen, Chińska Republika Ludowa
- Qingdao, Chińska Republika Ludowa